# Burst Size
Die Burst Size (engl. für ‚Berstgröße‘) bezeichnet die Anzahl an neugebildeten Virionen einer infizierten Wirtszelle. In einer engeren Definition beschränkt sich die Burst Size auf Viren, deren Wirtszellen im Verlauf des Replikationszyklus lysiert werden, nicht aber auf Viren, die einzeln von der Zelle knospen.

## Eigenschaften
Die Burst Size ist unter anderem vom Virustyp, von der infizierten Wirtsspezies, vom Zelltyp innerhalb der Wirtsspezies, der Abwesenheit von Virostatika und vom allgemeinen Ernährungs- und Gesundheitszustand der infizierten Zelle abhängig. Daneben produzieren große Zellen generell größere Burst Sizes. Burst Sizes liegen typischerweise zwischen 500 und einigen Tausend pro infizierter Zelle. Bei Infect-and-persist-Viren ist die Burst Size kleiner als bei Hit and Run-Viren. Daneben werden behüllte Viren tendenziell per Knospung aus der Wirtszelle freigesetzt, während bei unbehüllten Viren eine Behüllung durch die Zellmembran nicht notwendig ist und die Wirtszelle lysiert werden kann.
Die Anzahl der infizierten Zellen in einem Organismus und die jeweilige Burst Size wirken sich auf den Virustiter und gegebenenfalls auf die Viruslast in diesem Organismus aus. Bei einer hohen Multiplicity of Infection kann die Burst Size beeinflusst werden. Sie wird experimentell ermittelt als Quotient aus finalem und ursprünglichem Virustiter.

## Beispiele
Das Influenzavirus erzeugt Burst Sizes in embryonierten Hühnereiern oder Zellkulturen von etwa 1.000 bis etwa 19.000 Tochtervirionen pro infizierter Zelle, bei SIV liegen die burst sizes im Bereich von 13.000 bis 59.000 Virionen pro infizierter Zelle. In vergleichsweise kleinen Zellen (Bakterien) produzieren große Viren wie der Bakteriophage T4 kleine Burst Sizes von 200, wohingegen kleine Viren wie Picornaviren (dazu gehört das Poliovirus und die Rhinoviren) in den vergleichsweise großen Säugetierzellen sehr große Burst Sizes von 100.000 erreichen.